# Planulozoa
Clade
Taxons de rang inférieur
- Cnidaria
- Bilateria

Position phylogénétique
- Opisthocontes
  - Choano-organismes
    - Choanoflagellés
    - Métazoaires
      - Porifera
        - Éponges hexactinellides
        - Démosponges
        - Éponges calcaires

      - Epithéliozoaires
        - Homoscléromorphes
        - Placozoaires
        - Eumétazoaires
          - Cténophores
          - Cnidaires
          - Bilatériens
            - Orthonectides
            - Deutérostomiens
              - Chordés
              - Xénambulacraires
                - Ambulacraires
                - Xénacoelomorphes

            - Protostomiens
              - Chétognathes ?
              - Lophotrochozoaires

              - Ecdysozoaires
                - Panarthropodes
                - Nématozoaires
                - Scalidophores

Les Planulozoaires constituent un clade putatif de Métazoaires regroupant les Cnidaires et leur groupe frère, contenant les Bilatériens.
Ce clade tire son nom de la larve planula des cnidaires qui est considérée par certains chercheurs comme une base possible pour l'émergence des premiers bilatériens (von Graff, 1891).